# 里奧伊羅

里奧伊羅（西班牙語：Río Iró），是哥倫比亞的城鎮，位於該國西北部喬科省，面積550平方公里，距離基布多102公里，海拔高度70米，2005年人口5,844，人口密度每平方公里11.24人。
5°11′00″N 76°29′00″W / 5.18333°N 76.4833°W